# Neidenälven
Neidenälven, en älv i norra Norge och, med namnet Näätämöjoki, i Finland. Det ligger i landskapet Lappland, Finland, i den norra delen av landet, 1 100 km norr om huvudstaden Helsingfors.
Neidenälven mynnar på västra siden av Kjøfjorden, en bifjord till Varangerfjorden. Den har ett avrinningsområdena på 3.160 kvadratkilometer, varav 590 kvadratkilometer i Norge. Källflödet är Iijärvi i Enare kommuns östra del. Älven har gott laxfiske och det var ett av skälen till skoltsamernas bosättning i Neiden i de nedre delarna av dalgången.